# Hamala
Hamala (em árabe: حمالة) é uma cidade e comuna localizada na província de Mila, Argélia. Segundo o censo de 2008, a população total da cidade era de 11 213 habitantes.
Hamala é também um grupo de amigos do século XX pioneiros em vários desportos radicais, com sede em Portugal.
Actualmente os membros encontram-se em varias partes do mundo em busca de novas sensações.